# Чорою
Чорою (рум. Cioroiu) — село у повіті Олт в Румунії. Входить до складу комуни Фелкою.
Село розташоване на відстані 138 км на захід від Бухареста, 21 км на південь від Слатіни, 46 км на схід від Крайови.

## Населення
За даними перепису населення 2002 року у селі проживали 919 осіб, усі — румуни. Усі жителі села рідною мовою назвали румунську.